# チャイナタウン (バンクーバー)

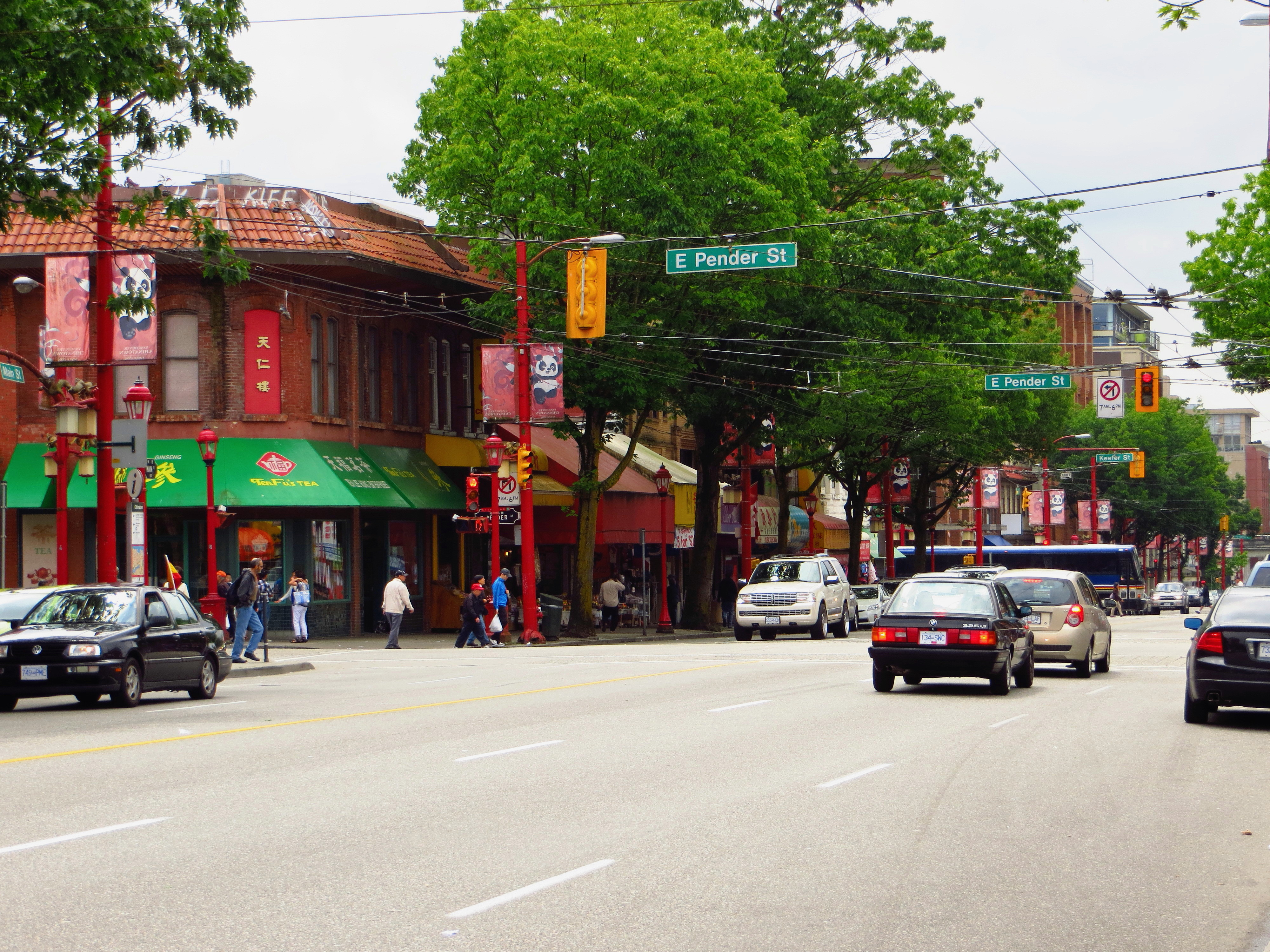
バンクーバー中華街

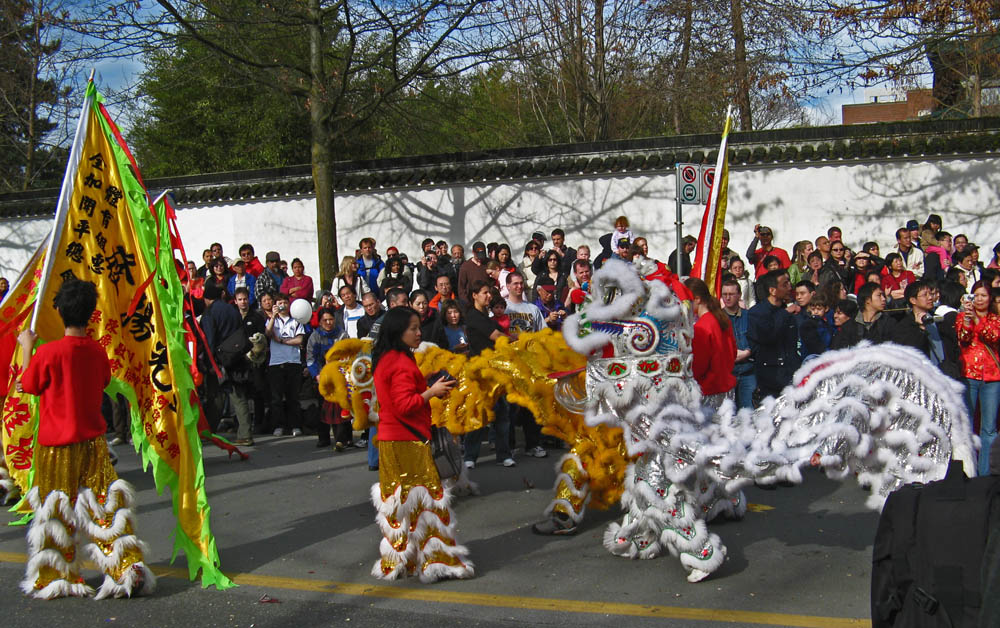
新年のパレード（2007年）

バンクーバーのチャイナタウン（China Town）はカナダのブリティッシュコロンビア州バンクーバーにある同州最大で、北米でも規模の大きいチャイナタウンの一つである。

## 位置
ペンダー通り周辺にあり、西側にはギャスタウンとファイナンシャルディストリクト、北側には旧日本人街とダウンタウンイーストサイド、東側にはストラスコナ、南側にはマウントプレザントがある。
商業地域はヘイスティングス通り、ジョージア通り、ゴア通り、テイラー通り周辺であるが、比較的商業が活発なのはメイン通り、ペンダー通り、キーファー通り周辺である。住宅地域の境界はダウンタウンイーストサイドの南部である。

## 概要
様々な世代の中国系カナダ人、特に香港からの移民2世が多いことから“ホンクーバー”とも呼ばれる。しかし、この言葉は中国系カナダ人にいくらか軽蔑的ともいわれている。チャイナタウンは、今なお人気の観光名所であるとともに1960年代以降カナダで行われた多文化主義制度のシンボルの一つでもある。
近年、チャイナタウンはリッチモンド郊外の3番道路沿いに新たにできたアジア系移民の商業地域の影響で勢いが衰えている。1980年代ごろから多くの富裕な香港、台湾系移民がこのエリアに移っておりこれとともに中国系の小売店やレストランも増えている。このエリアはゴールデンビレッジと呼ばれている。
治安は、バンクーバーのダウンタウンの他の地区と比べると悪い。